# Neolythria montana
Neolythria montana är en fjärilsart som beskrevs av John Henry Leech 1897. Neolythria montana ingår i släktet Neolythria och familjen mätare. Inga underarter finns listade i Catalogue of Life.